# Lukas Gufler
Lukas Gufler (* 3. April 1999 in Meran) ist ein ehemaliger italienischer Rennrodler.
Bei den Olympischen Jugend-Winterspielen 2016 in Lillehammer gewann er zusammen mit Felix Schwarz die Goldmedaille im Doppelsitzer und die Bronzemedaille in der Teamstaffel mit Marion Oberhofer, Fabian Malleier und Felix Schwarz.

## Karriere

### Anfänge im Rodelsport
Gufler, der in Platt in Passeier aufwuchs, begann im Alter von fünf Jahren mit dem Rodeln. Trainiert wurde er von Folie Hubert und trat zunächst auf der Naturbahn an, wo er bei Landes- und Staatsmeisterschaften verschiedene Erfolge feiern konnte.
Im Alter von 14 Jahren wechselte er auf Initiative von Klaus Kofler auf die Kunstbahn. Sein erstes internationales Rennen dort bestritt er in der Saison 2013/14 im Jugend-A-Weltcup. Beim Saisonauftakt in Altenberg fuhr er auf den 18. Platz, zu einem weiteren Einsatz kam er beim Saisonfinale in Oberhof, wo er den 35. Platz belegte. In der Weltcupwertung bedeuteten seine 29 Punkte den 48. Platz.

### Wechsel zum Doppelsitzer und Jugend-Olympiasieg
Zum Beginn der Saison 2014/15 verzichtete das italienische Team auf den Start der Jugend-A-Athleten bei den Rennen in Whistler und Park City zum Saisonauftakt. Gufler trat in dieser Saison sowohl im Einsitzer, als auch zusammen mit dem Piloten Felix Schwarz im Doppelsitzer an. Diese Entscheidung wurde von den italienischen Trainer in Vorbereitung auf die anstehenden Olympischen Jugend-Winterspielen 2016 in Lillehammer getroffen, da die Mannschaft ansonsten über kein Team für diese Disziplin verfügt hätte. Beim Jugend-A-Weltcup in Oberhof trat Gufler in beiden Disziplinen an, fuhr im Einsitzer auf den neunten Platz und wurde im Doppelsitzer Fünfter. In Innsbruck-Igls belegte er den sechsten Platz im Einsitzer, im Doppelsitzer konnten Schwarz/Gufler siegen. Den Saisonabschluss in Winterberg bestritt Gufler in Abwesenheit von Schwarz ausschließlich im Einsitzer, er belegte dabei den 23. Platz. In der Saisonwertung der Einsitzer belegte Gufler mit 107 Punkten den 17. Rang, im Doppelsitzer erzielten Schwarz/Gufler mit 155 Punkten den 7. Rang.

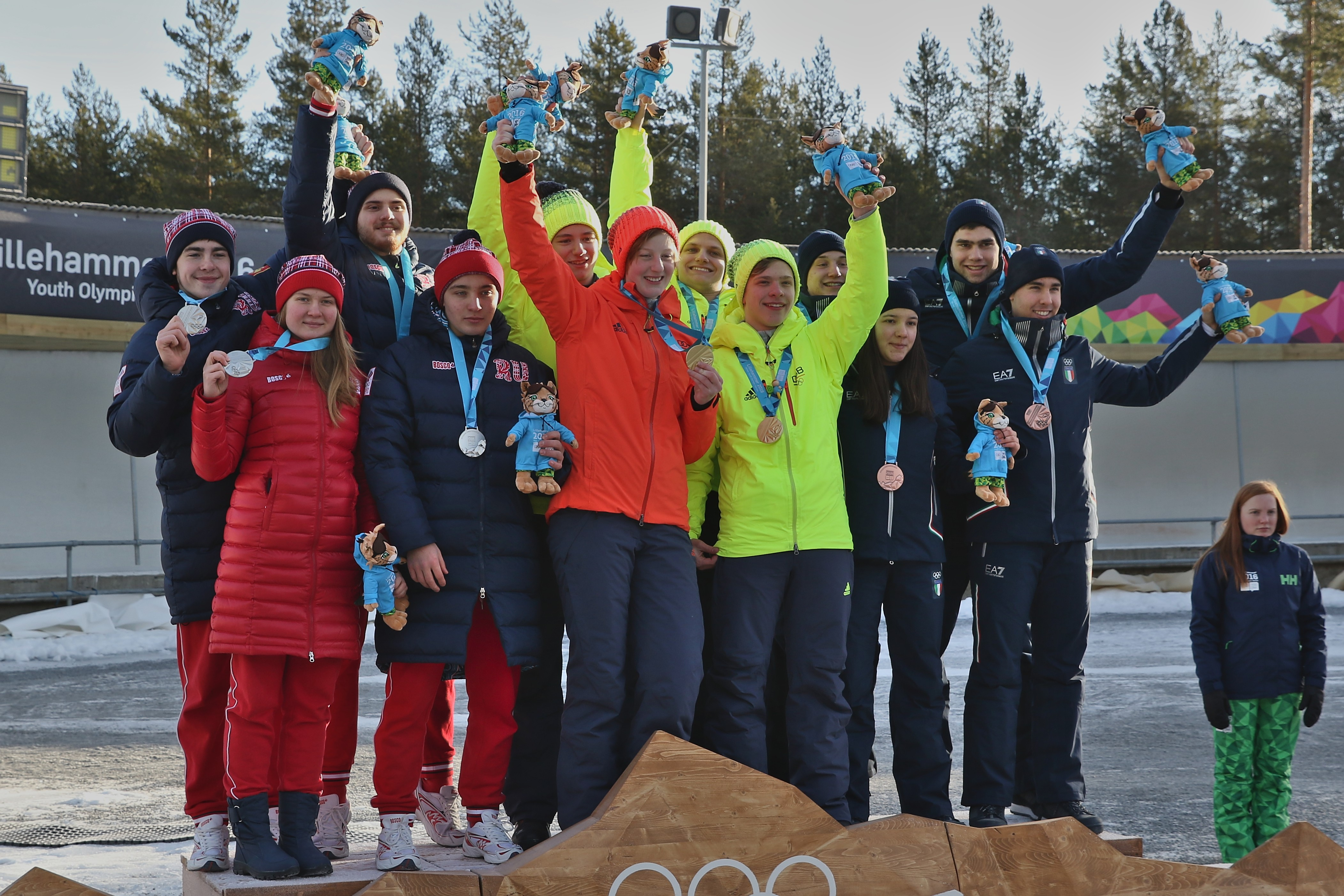
Gufler mit der italienischen Teamstaffel auf dem Podest der Olympischen Jugend-Winterspiele 2016 in Lillehammer

Auch in der jugendolympischen Saison 2015/16 trat Gufler im Einsitzer und Doppelsitzer an. Während es für eine YOG-Qualifikation im Einsitzer nicht reichte und sich Gufler nach den Plätzen 4 in Lillehammer, 24 in Sigulda, 10 am Königssee, 7 in Innsbruck-Igls, 6 in Altenberg und 7 in Oberhof mit 238 Punkten auf Platz 6 in der Jugend-A-Weltcupwertung liegend seinen Teamkollegen Fabian Malleier und Ivan Nagler geschlagen geben musste, lief es im Doppelsitzer deutlich besser. Nach einem Sieg zum Saisonauftakt in Lillehammer, mussten Gufler/Schwarz zwar das Rennen in Sigulda auslassen, nach einem dritten Platz am Königssee und den zweiten Plätzen in Innsbruck-Igls, Altenberg und Oberhof gewannen sie mit 425 Punkten den Jugend-A-Weltcup. Auch beim Saisonhöhepunkt in Lillehammer siegten sie im Doppelsitzer mit deutlichem Vorsprung in beiden Rennläufen vor den Deutschen Hannes Orlamünder/Paul Gubitz sowie den Russen Wsewolod Kaschkin/Konstantin Korschunow. In der Teamstaffel gewann das italienische Team um Marion Oberhofer, Fabian Malleier und Schwarz/Gufler die Bronzemedaille hinter dem deutschen Team um Jessica Tiebel, Paul-Lukas Heider und Orlamünder/Gubitz sowie dem russischen Team um Olessja Michailenko, Jewgeni Petrow und Kaschkin/Korschunow.

### Wechsel in den Juniorenbereich

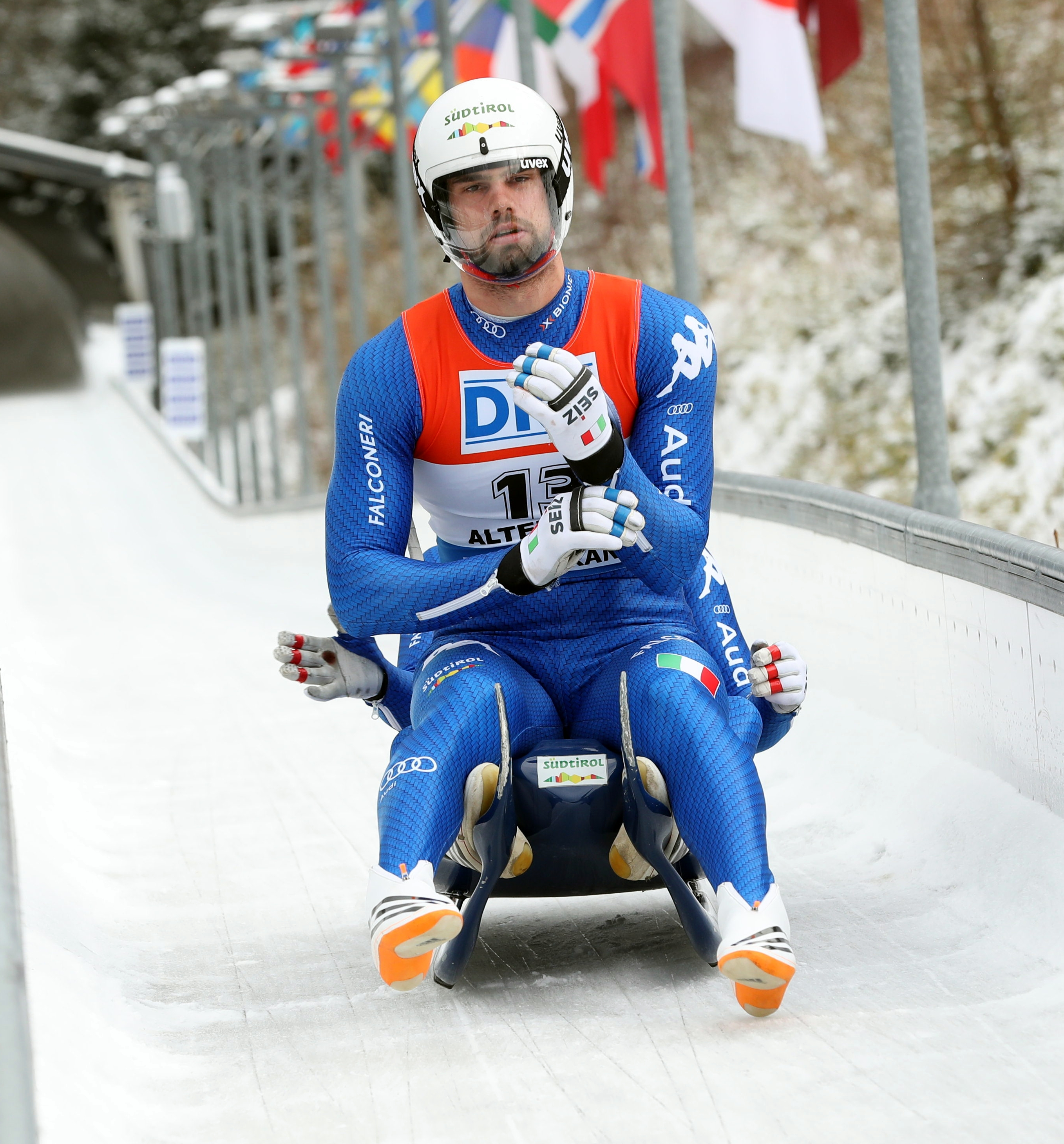
Schwarz/Gufler bei den Junioren-Weltmeisterschaften in Altenberg im Februar 2018

In der Saison 2016/17 trat Gufler sowohl in der Jugend A, als auch in der höheren Junioren-Altersklasse an. Den Jugend-A-Weltcup im Einsitzer konnte er mit 385 Punkten gewinnen. Dabei fuhr er die Plätze fünf und zwei zum Saisonauftakt in Calgary ein, in Innsbruck-Igls gewann er das Rennen, in Oberhof folgte ein vierer Platz und beim Saisonabschluss in Winterberg holte er die Silbermedaille. Sein Fokus bei den Junioren lag auf dem Doppelsitzer, im Einsitzer trat er lediglich bei den Rennen in Oberhof (zugleich Junioren-Europameisterschaftswertung) an und Altenberg an. Während er nach einem Sturz in Oberhof nicht das Ziel erreichte, belegte er in Altenberg den zehnten Platz und erreichte in der Saisonwertung mit 36 Punkten schlussendlich den 32. Rang. Im Doppelsitzer mit Schwarz gelang zum Saisonauftakt in Calgary ein dritter und ein zweiter Platz, nach den Plätzen 5 in Innsbruck-Igls und 6 in Oberhof (auch in der Europameisterschaftswertung) folgte ein Altenberg eine Silbermedaille, das Rennen in Winterberg mussten die beiden verletzungsbedingt auslassen. Mit 345 Punkten reichte es zum vierten Platz in der Junioren-Weltcupwertung. Beim Weltcup in Innsbruck-Igls trat Gufler als Einsitzer in der Teamstaffel mit Hannah Niederkofler und dem Doppelsitzer Nagler/Malleier an, sie gewannen die Bronzemedaille. Beim Weltcup in Oberhof gelang in gleicher Besetzung der Gewinn der Silbermedaille, welche auch in der JEM-Wertung gewonnen werden konnte. Eine Bronzemedaille gewann er zum Saisonabschluss in Winterberg in der Teamstaffel mit Oberhofer und Nagler/Malleier. Bei den Junioren-Weltmeisterschaften 2017 in Sigulda fuhr Gufler im Einsitzer auf den 16. Platz, im Doppelsitzer erzielten Schwarz/Gufler den neunten Platz. Im Teamstaffelrennen trat Gufler als Einsitzer an und erreichte mit Oberhofer und Nagler/Malleier den fünften Platz.
Die Saison 2017/18 bestritt Gufler in beiden Disziplinen. Im Einsitzer belegte er nach den Plätzen 14 und 20 in Oberhof, 10 am Königssee, 9 und 27 in Innsbruck-Igls sowie 15 in Winterberg mit 164 Punkten den 14. Platz der Weltcupwertung. Auch im Doppelsitzer lief es eher durchwachsen, nach Platz 6 und 14 in Oberhof mussten Schwarz/Gufler am Königssee aussetzen, ehe mit den Plätzen 8 und 7 in Innsbruck-Igls wieder Top-Ten-Ergebnisse eingefahren werden konnten. Zum Saisonabschluss in Winterberg, bei den Junioren-Europameisterschaften erreichten sie das Ziel nach einem Sturz nicht. Als Einsitzer trat Gufler im Teamstaffelwettbewerb am Königssee an, mit Niederkofler und Nagler/Malleier gewann er die Silbermedaille. Beim Weltcup in Innsbruck-Igls traten Schwarz/Gufler zusammen mit Verena Hofer und Leon Felderer in der Teamstaffel an und wurden Dritte. In Winterberg gewannen sie in gleicher Besetzung die Silbermedaille in Junioren-Weltcup- und -Europameisterschaftswertung. Beim Saisonhöhepunkt, den Junioren-Weltmeisterschaften 2018 in Altenberg, belegten Gufler/Schwarz beim Sieg ihrer Teamkollegen Nagler/Malleier den fünften Platz.

### Umbruch und erste Schritte bei den Senioren

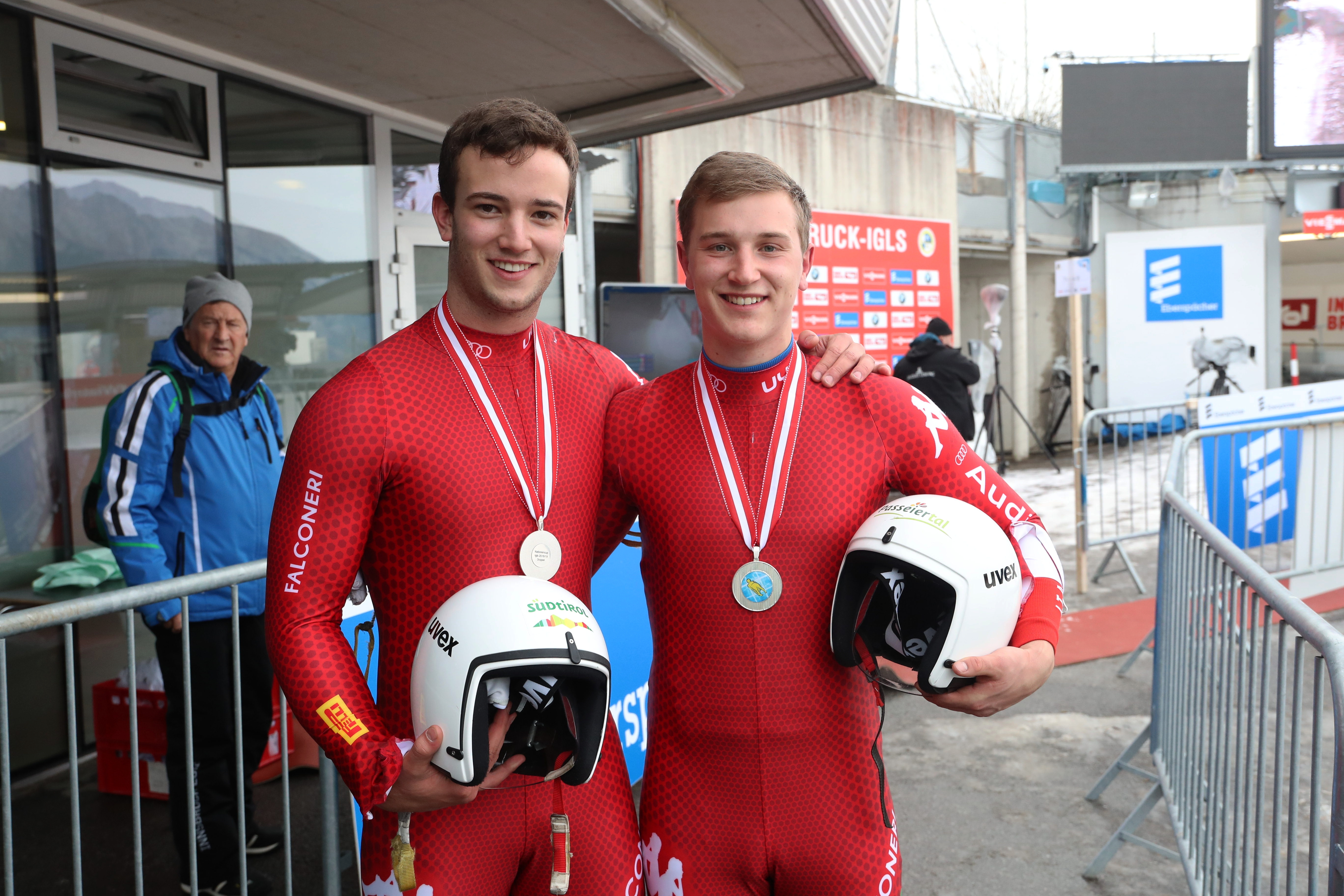
Felderer/Gufler nach dem Gewinn der Silbermedaille beim Nationencup in Innsbruck-Igls im November 2018

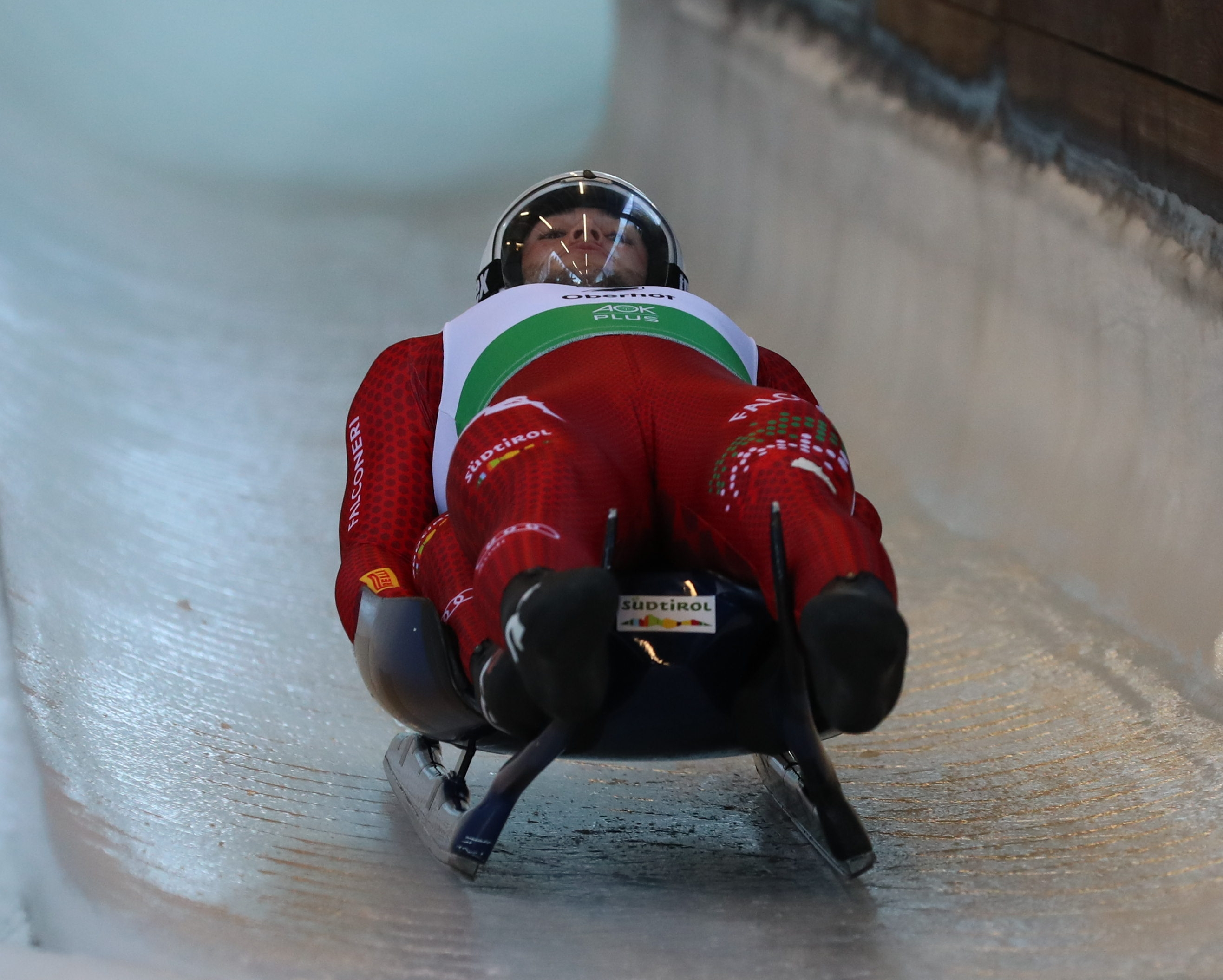
Felderer/Gufler beim Junioren-Weltcup in Oberhof im Februar 2019

Vor der Saison 2018/19 beendete Guflers Doppelsitzerpartner Felix Schwarz seine Karriere. Gufler selbst trat weiterhin im Einsitzer und Doppelsitzer, dort nun mit Leon Felderer, an. Zum Saisonauftakt des Rennrodel-Weltcups in Innsbruck-Igls trat das italienische Team mit einem erweiterten Kader an. Im Nationencup erreichte Gufler im Einsitzer den 24. Platz und verpasste damit die Weltcupqualifikation nur knapp. Im Doppelsitzer gingen Felderer/Gufler nur als Zusatzstarter ins Rennen, sie gewannen die Silbermedaille. Es blieben die einzigen Einsätze in der Eliteklasse, in der Saisonwertung des Nationencups bedeutete dies mit 17 Punkten Platz 47 für Gufler im Einsitzer und mit 85 Punkten Platz 17 für Felderer/Gufler im Doppelsitzer-Nationencup. In der Gesamtweltcupwertung des Einsitzers wurde Gufler mit 8 Punkten, die er durch seinen Start beim Nationencup in Innsbruck-Igls erhielt, auf Rang 46 einsortiert. Im Junioren-Weltcup fuhr Gufler im Einsitzer mit 283 Punkten auf den sechsten Rang der Gesamtwertung, dabei erzielte er in Park City die Plätze 5 und 9, in Calgary folgte ein weiterer neunter Platz. Beim Weltcup in St. Moritz–Celerina, der als Junioren-Europameisterschaft gewertet wurde, konnte er die Bronzemedaille in beiden Wertungen gewinnen. Nach einem eher enttäuschenden 16. Platz in Winterberg folgte beim Saisonabschluss in Oberhof mit dem fünften Platz wieder ein Aufschwung. Deutlich stärker präsentierte sich Gufler im Doppelsitzer: Nach den Plätzen 3 und 5 in Park City, zwei dritten Plätzen in Calgary und St. Moritz–Celerina (gleichzeitig Bronzemedaille in der JEM-Wertung) sowie zwei zweiten Plätzen in Winterberg und Oberhof, erreichten Felderer/Gufler mit 435 Punkten den zweiten Platz der Weltcupwertung. Bei den Junioren-Europameisterschaften von St. Moritz–Celerina erzielte das Doppelsitzerpaar zusammen mit Verena Hofer und Guflers jüngerem Bruder Alex auch die Bronzemedaille. Auch bei seinen letzten Junioren-Weltmeisterschaften 2019 in Innsbruck-Igls konnte Gufler eine Medaille gewinnen: Im Einsitzer sicherte er sich die Bronzemedaille hinter dem Deutschen Max Langenhan und dem Österreicher Bastian Schulte, der Doppelsitzer lief mit Platz 11 jedoch eher enttäuschend, da Felderer/Gufler nach einem schweren Fahrfehler im ersten Lauf chancenlos zurücklagen. Die Teamstaffel kam nach einem Sturz seines Bruders Alex nicht ins Ziel.

### Schwieriger Start im Elite-Weltcup

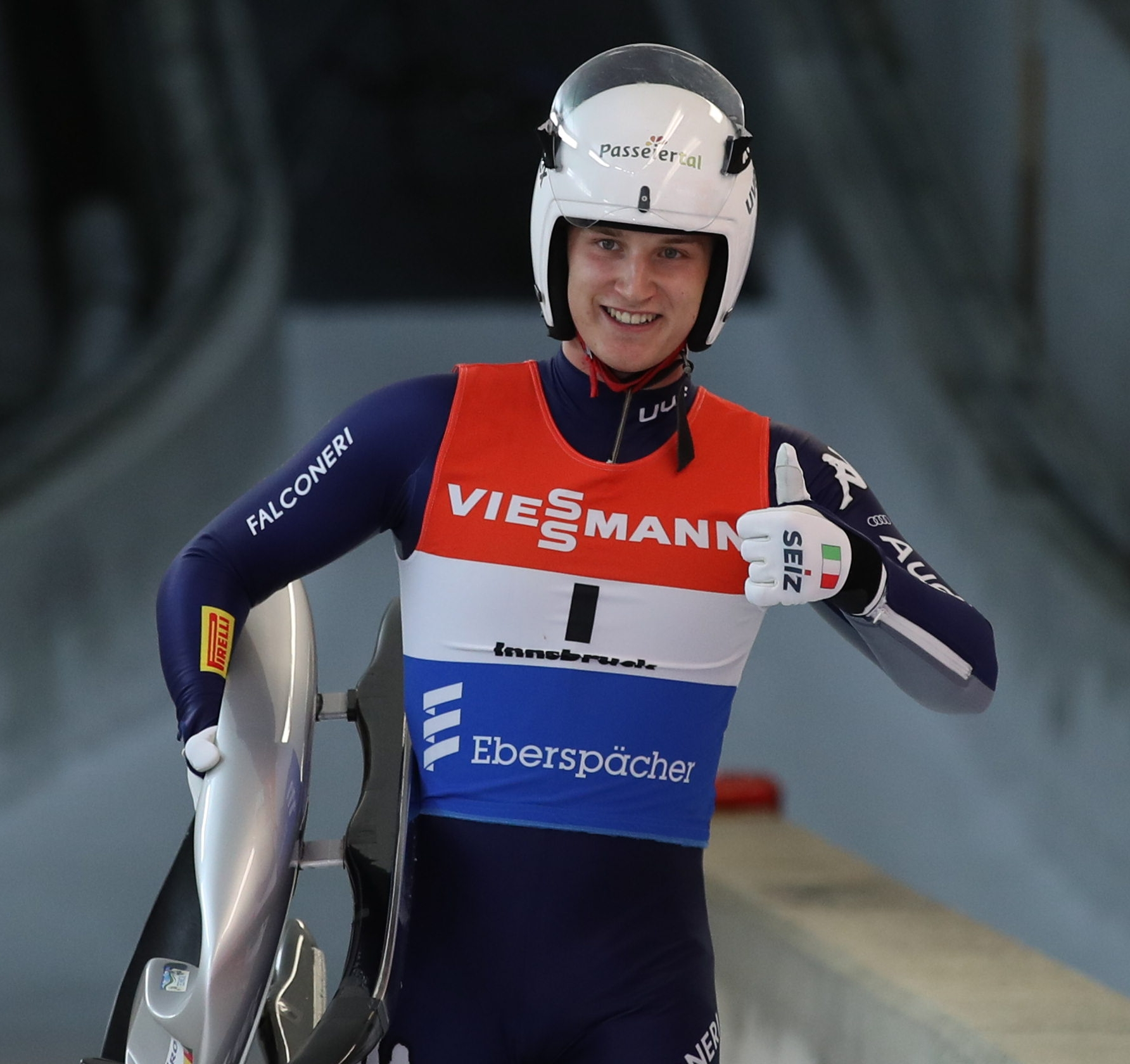
Gufler nach seinem ersten Weltcuprennen in Innsbruck-Igls im November 2019

Zur Saison 2019/20 rückte Lukas Gufler in die Seniorenklasse auf. Sowohl sein Doppelsitzerpartner Leon Felderer, als auch er selbst, konzentrierten sich fortan auf den Einsitzer. Beim Saisonauftakt in Innsbruck-Igls qualifizierte sich Gufler mit Platz 18 im Nationencup erstmals für ein Weltcuprennen, welches er auf dem 28. Platz beendete. In Lake Placid wurde er 15. im Nationencup und 23. im Weltcup, in Whistler folgten die Plätze 17 und 28. Während Gufler beim Nationencup von Altenberg mit Platz 11 einen Formanstieg zeigte, war der 31. Platz im folgenden Weltcuprennen ein Rückschlag. Bei der folgenden Weltcupstation in Lillehammer, bei der Race-in-Race auch die Europameisterschaften 2020 ausgetragen wurden, scheiterte er mit Platz 21 im Nationencup an der Qualifikation und wurde auf dem 29. Rang der EM-Wertung platziert, was auch den neunten Platz in der U-23-Wertung mit sich brachte. In Sigulda belegte er im Nationencup erneut den elften Platz, kam in einem von turbulenten Wetterverhältnissen geprägten Weltcuprennen jedoch nicht über Platz 29 hinaus. Auch in Oberhof, wo Gufler sich mit Platz 16 im Nationencup qualifizieren konnte, folgte ein von extremen Wetterbedingungen geprägtes Weltcuprennen, das Gufler als 26. beendete. Für die Weltmeisterschaften 2020 in Sotschi wurde er nicht nominiert. Es folgte die Winterberger Weltcupstation, die Gufler mit einem zwölften Platz im Weltcup und einem starken 15. Platz im Weltcuprennen abschloss, es sollte sein bestes Saisonergebnis werden. Beim Saisonabschluss am Königssee gelang ihm erneut ein elfter Platz im Nationencup, im Weltcuprennen stürzte er im ersten Lauf und erreichte das Ziel nicht. Seine erste vollständige Saison im Elitebereich beendete er mit 252 Punkten auf dem 14. Platz der Nationencupwertung und mit 121 Punkten auf dem 28. Platz der Weltcupwertung.

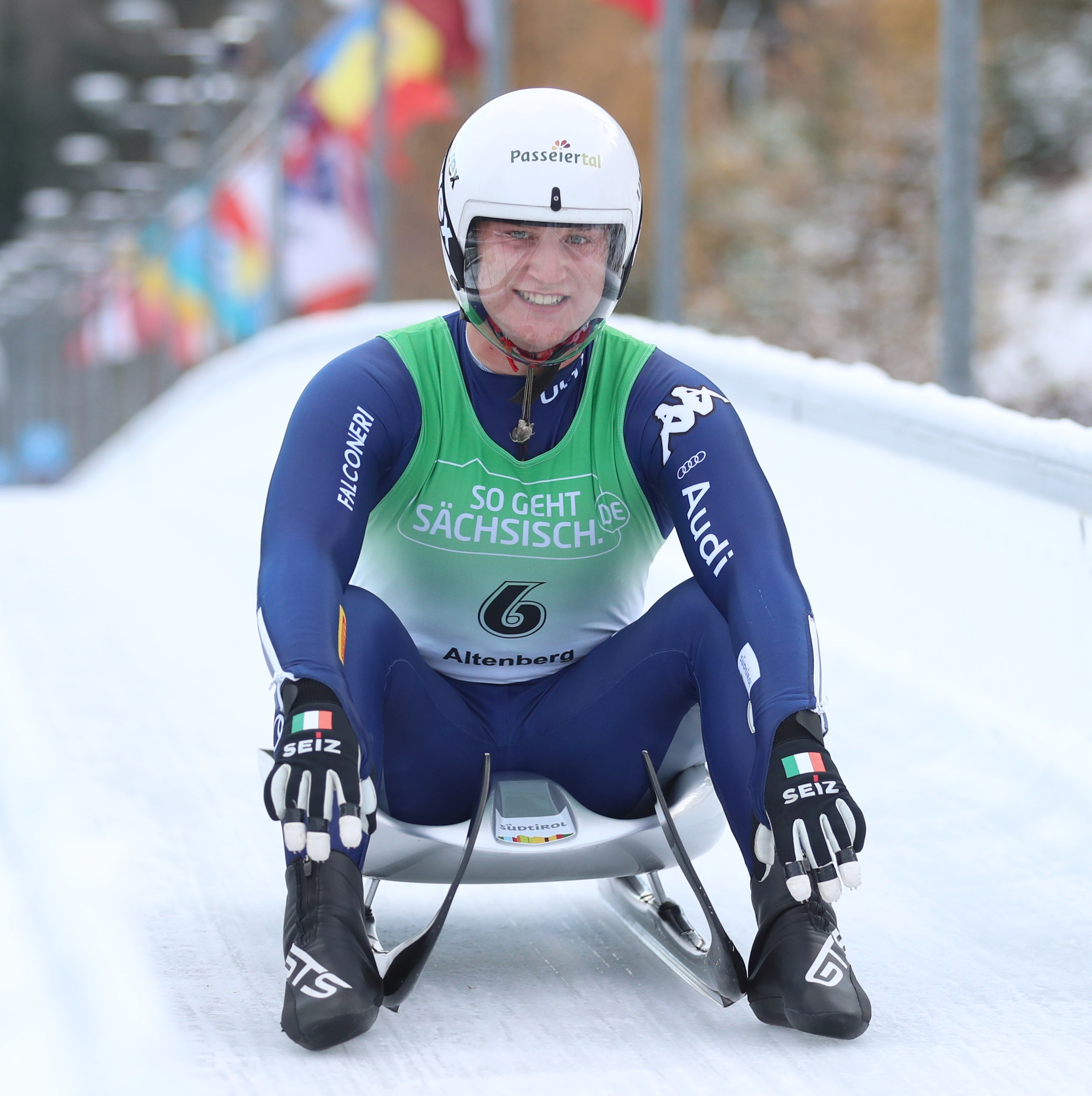
Gufler beim Nationencup in Altenberg im Dezember 2020

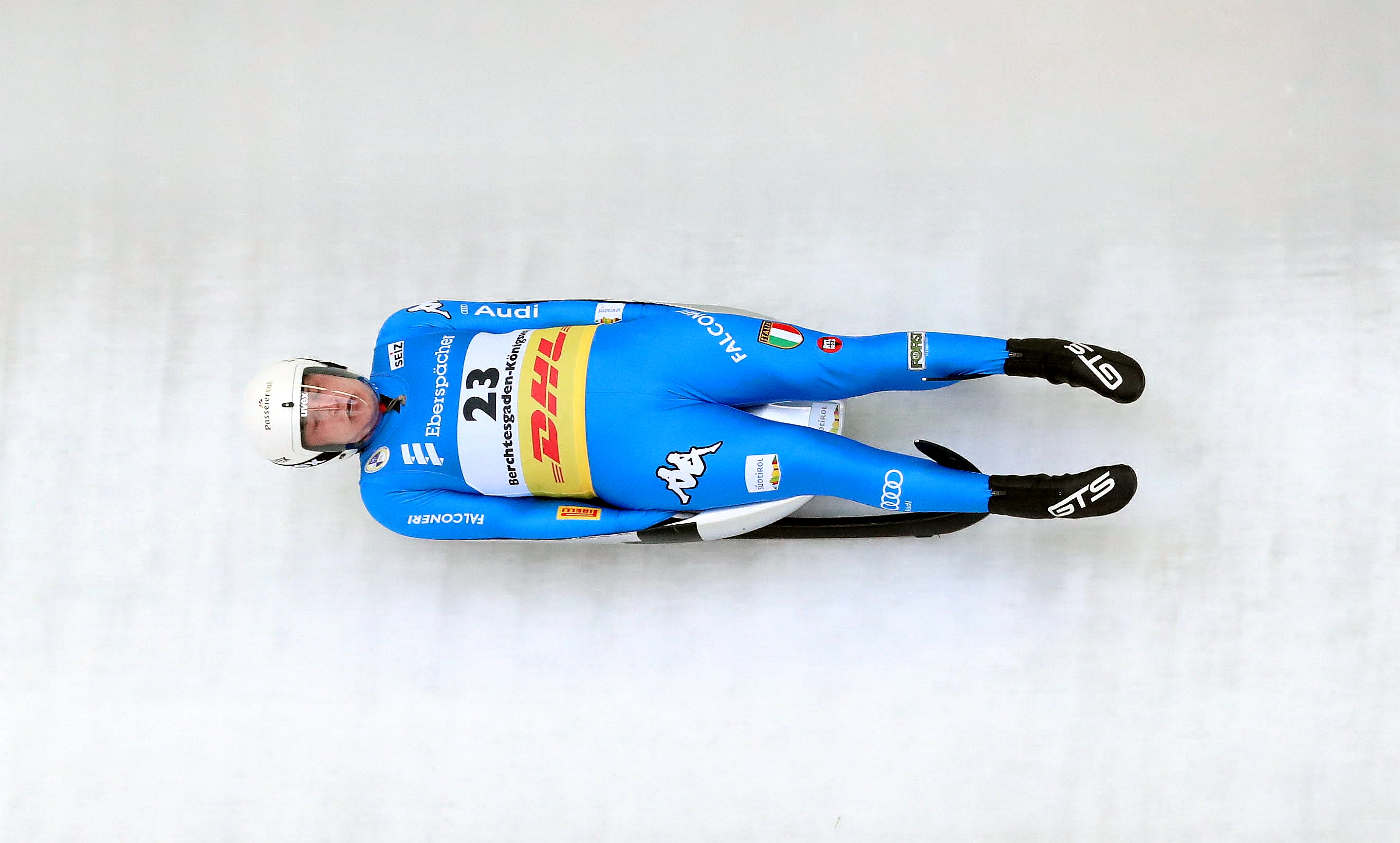
Gufler bei den Weltmeisterschaften am Königssee im Januar 2021

Die durch die Auswirkungen der COVID-19-Pandemie stark beeinflusste Saison 2020/21 begann für Gufler in Innsbruck-Igls sehr stark. Im Nationencup gelang mit dem fünften Platz souverän die Weltcupqualifikation, dort erreichte er den 23. Platz. Nach den Plätzen 9 und 19 in Altenberg, 6 und 20 in Oberhof I sowie 12 und 22 in Winterberg, erzielte er am Königssee mit einem vierten Platz im Nationencup das beste Saisonergebnis. Das dortige Weltcupergebnis war mit dem 18. Platz ebenso die Saisonbestleistung im Weltcup. In Sigulda, wo auch die Europameistertitel 2021 vergeben wurden, kam Gufler im Nationencup nicht über Rang 17 hinweg, im Weltcup reichte es zu Rang 25. In der EM-Wertung erzielte er den 22. Platz, bei den U-23-Startern wurde er Fünfter. Während er mit Platz 11 im Nationencup und Platz 25 im Weltcup von Oberhof II eher durchwachsene Leistungen zeigte, wurde die Station zum schlechtesten Saisonergebnis: Gufler scheiterte als 31. im Nationencup an der Qualifikation für den Weltcup. Auch die Weltmeisterschaften 2021 verliefen mit Rang 32 und dem elften Platz der U-23-Wertung enttäuschend. Den Saisonabschluss in St. Moritz–Celerina ließ er aus, die Saisonwertungen beendete er mit 304 als Achter des Nationencups und mit 136 Punkten auf 22. Rang des Weltcups.

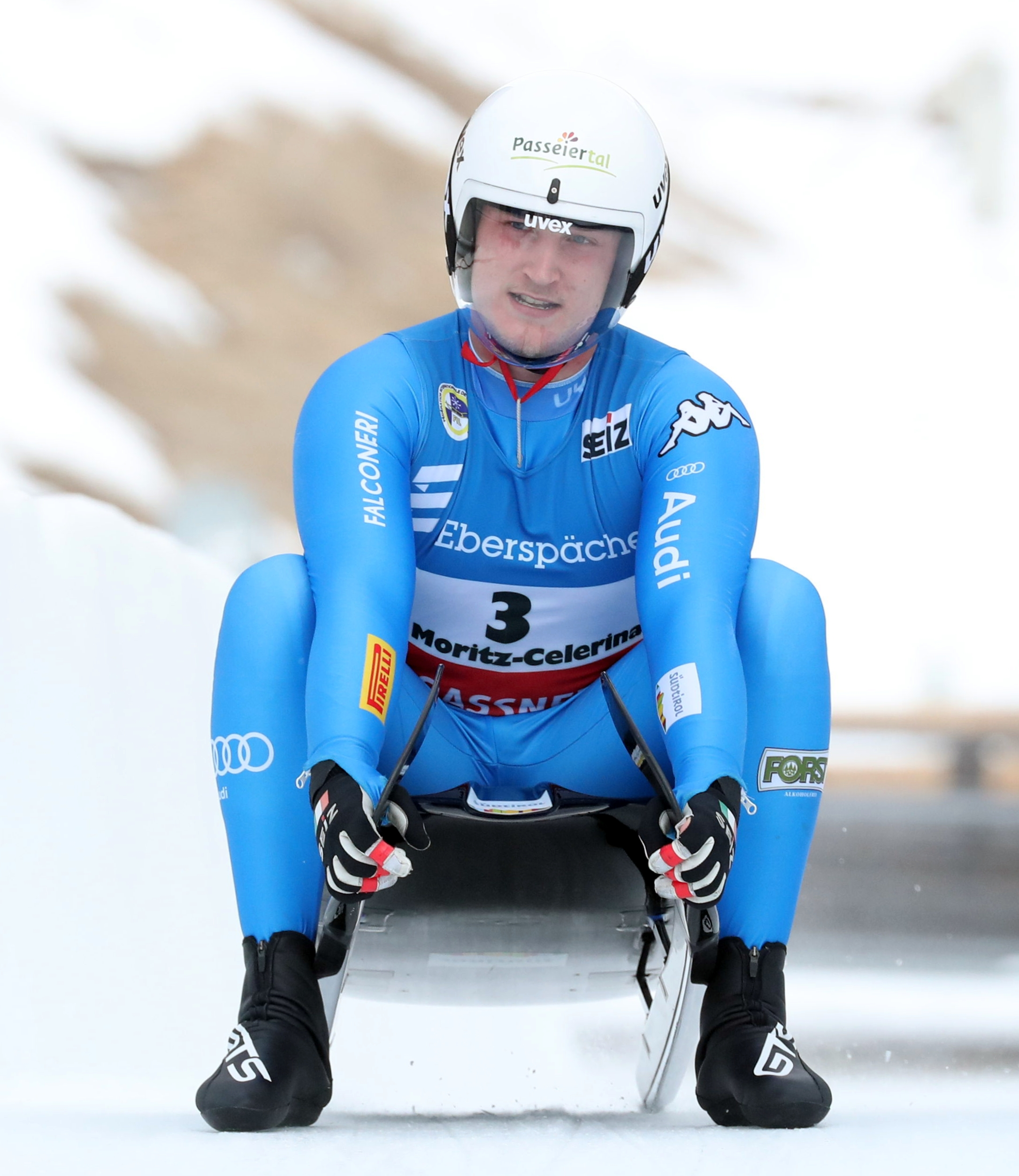
Gufler bei den Europameisterschaften in St. Moritz–Celerina im Januar 2022

Eine Leistungssteigerung brachte die olympische Saison 2021/22 nicht. in Yanqing zum Auftakt fuhr Gufler auf den 16. Platz im Nationencup, mit Platz 28 verlief der Weltcup jedoch enttäuschend. Ein weiterer 16. Platz folgte beim ersten von zwei Nationencups in Sotschi, beim zweiten Nationencup erfolgte eine Steigerung auf Platz 12. Die beiden Weltcups beendete er auf den Plätzen 29 und 26. In Altenberg folgten die Plätze 15 (Nationencup) und 26 (Weltcup), ehe er in Innsbruck-Igls nicht antrat. Der Start ins Jahr 2020 brachte einen weiteren Rückschritt, da Gufler auf Rang 19 liegend an der Weltcupqualifikation für Winterberg scheiterte. Mit einem 15. Platz im Nationencup von Sigulda gelang diese zwar wieder, der 29. Platz im Weltcuprennen brachte jedoch keine Leistungssteigerung. Mit dem neunten Platz im Nationencup von Oberhof folgte beim vorletzten Weltcuprennen der Saison die Bestleistung, an diese konnte er mit dem 28. Platz im Weltcuprennen jedoch nicht anknüpfen. Ohne Nominierung für die Olympischen Winterspiele 2022 – diese hatten die Teamkollegen Dominik Fischnaller, Kevin Fischnaller und Leon Felderer erhalten – ging es zum Saisonschluss nach St. Moritz–Celerina, wo zugleich die Europameisterschaften 2022 ausgetragen wurden. Ein 15. Platz im Nationencup und ein 26. Platz im Weltcup bildeten das Saisonende für Gufler, in der EM-Wertung landetet er – wie bereits im Vorjahr – auf dem 22. Platz, unter den U-23-Athleten wurde er Vierter. Die Saisonwertung im Nationencup beendete er auf Rang 17 liegend mit 221 Punkten, den Gesamtweltcup beendete er mit 102 Punkten auf Rang 31.

### Etablierung im Elite-Weltcup und Rückkehr zum Doppelsitzer

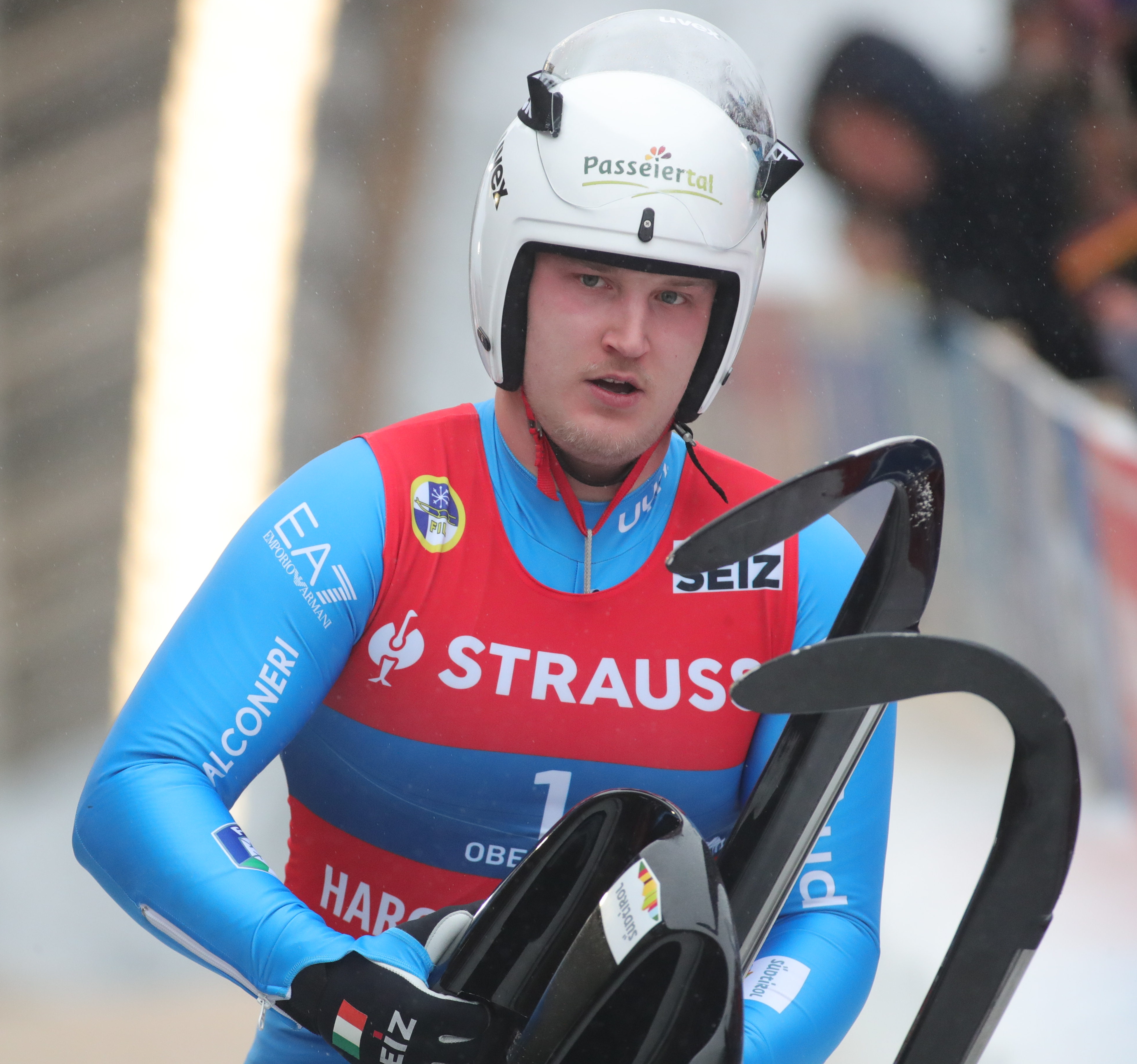
Gufler bei den Weltmeisterschaften in Oberhof im Januar 2023

In der Saison 2022/23 erfolgte ein Leistungsaufschwung. Nach einem sechsten Platz im Nationencup von Innsbruck-Igls, dem der 22. Platz im Weltcuprennen folgte, ging es zu den Weltcuprennen nach Nordamerika. In Whistler gelangen die Plätze 11 (Nationencup) und 16 (Weltcup), in Park City folgte ein fünfter Platz im Nationencup und erneut der 16. Platz im Weltcup. Hierbei verpasste er die Qualifikation für das Sprintrennen nur knapp. Bei der Doppelveranstaltung von Sigulda gelangen Gufler im Nationencup Fahrten auf die Plätze 9 und 3, welchen jeweils der 15. Rang im Weltcuprennen folgte. Das zweite Siguldawochenende wurde zudem als Europameisterschaften 2023 gewertet, diese Wertung beendete Gufler auf dem 13. Platz – seine beste Einsitzer-Karriereleistungen bei Europameisterschaften der Senioren. Beim Saisonhöhepunkt, den Weltmeisterschaften 2023 in Oberhof, gelang Gufler überraschend die Sprintqualifikation. Das Rennen beendete er auf Rang 15 liegend, in der klassischen Disziplin fuhr er auf Rang 23 und verpasste damit den zweiten Lauf. In Altenberg fuhr er, nach einem siebten Platz im Nationencup, zu einem 16. Platz im Weltcup. Während der Nationencup von Winterberg mit dem 14. Platz eher durchwachsen verlaufen war, folgte im Weltcup ein weiterer 14. Platz und damit die Qualifikation für das Sprintweltcuprennen, welches Gufler auf Rang 15 liegend als Letzter beendete. Nach Platz fünf im Nationencup von St. Moritz–Celerina, folgte im dortigen Weltcup der 16. Platz. Beim Weltcup Winterberg II zum Saisonabschluss trat Gufler nicht mehr an. In der Saisonwertung des Nationencups erreichte er mit 377 Punkten die Silbermedaille, den Gesamtweltcup beendete er mit 225 Punkten auf dem 16. Platz (197 Punkte im Weltcup, 15. Platz; 28 Punkte im Sprint-Weltcup, 21. Platz).

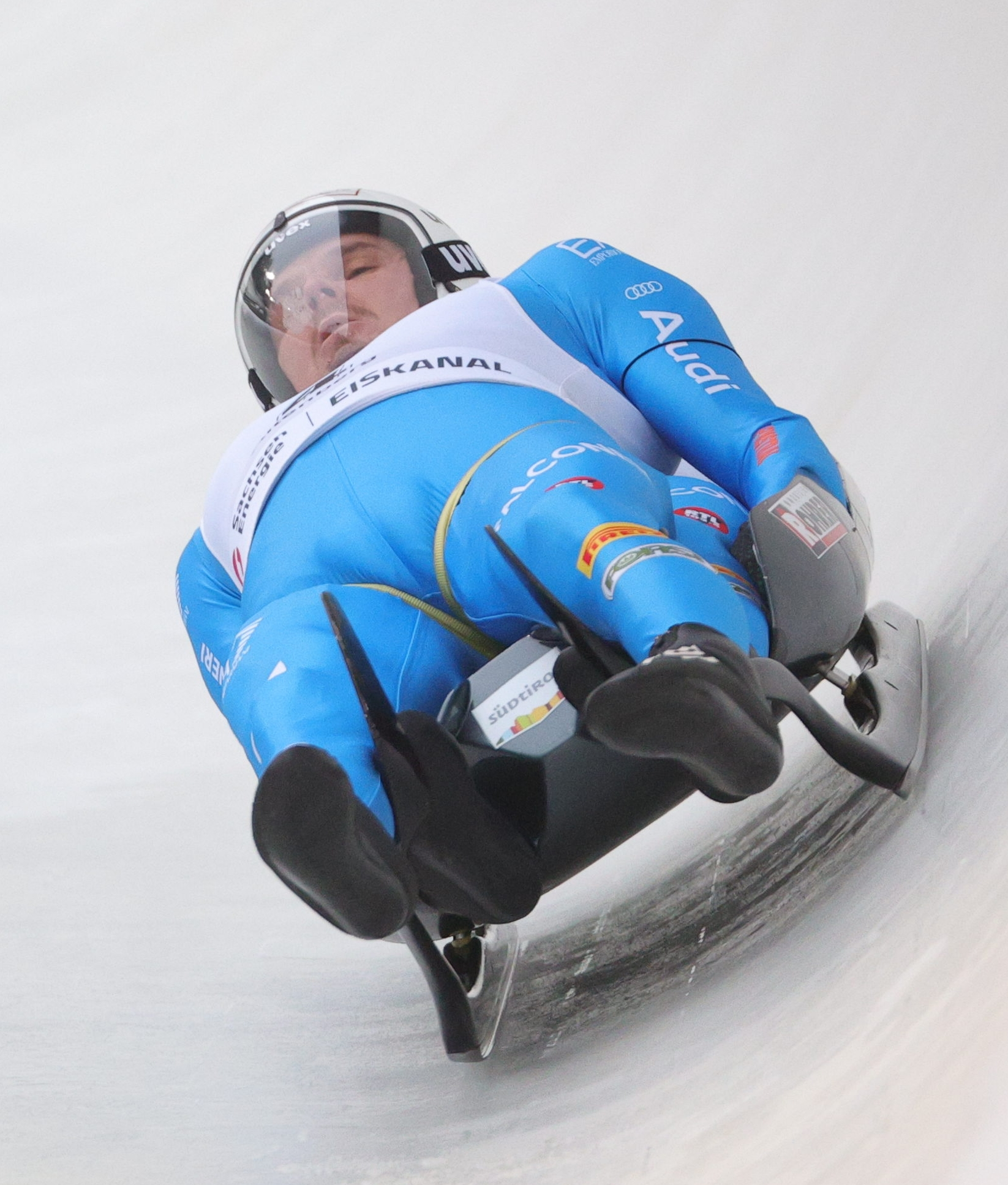
Rieder/Gufler bei den Weltmeisterschaften in Altenberg im Januar 2024

Nachdem Patrick Rastner kurz vor dem Start in die Weltcupsaison 2023/24 eine gesundheitlich bedingte Karrierepause angekündigt hatte, kehrte Lukas Gufler zurück in den Doppelsitzer und wurde Partner von Ludwig Rieder. Guflers Perspektive im Einsitzer wäre aufgrund des hohen Konkurrenzkampfes im Team im Hinblick auf die in Italien stattfindenden Olympischen Winterspiele 2026 ohnehin gering gewesen, mit Dominik Fischnaller, Leon Felderer, Lukas Peccei und seinem Bruder Alex Gufler und weiteren Junioren verfügte das italienische Team über ein großes Überangebot für die drei Olympiastartplätze. Ihr erstes gemeinsames Rennen bestritten Rieder/Gufler zum Saisonauftakt in Lake Placid, wo ein dritter Platz im Nationencup und damit die souveräne Qualifikation für den Weltcup gelang. Das Weltcuprennen beendete sie auf dem 13. Platz, den folgenden Sprint-Weltcup auf Platz 14. In Whistler folgten Platz 6 im Nationencup und 16 im Weltcup, in Winterberg die Plätze 4 (Nationencup) und 11 (Weltcup). Nach diesen aufsteigenden Leistungen waren Rieder/Gufler für die kommenden Stationen direkt über die Gesetztenliste für den Weltcup qualifiziert, mit Platz 10 in Innsbruck-Igls wurde die Formkurve zudem bestätigt; bei den dort Race-in-Race ausgetragenen Europameisterschaften 2024 belegten sie den neunten Rang. Bei den Weltmeisterschaften 2024 in Altenberg gelangen ein neunter Platz im Sprintrennen und der zehnte Platz in der klassischen Disziplin. Den ersten der beiden Weltcups von Oberhof beendeten sie auf dem 14. Platz, rutschten dabei aber aus der Gesetztengruppe. Für den Weltcup Oberhof II qualifizierten sie sich mit dem Sieg im Nationencup, es folgte Platz 13 in Sprint und klassischer Disziplin. Den Saisonabschluss bildete eine weitere Doppelveranstaltung in Sigulda. Nach einem weiteren Nationencupsieg folgten beim Weltcup Sigulda I der neunte Platz in der klassischen Disziplin und der elfte Platz im Sprint. Beim Saisonfinale Sigulda II fuhren Rieder/Gufler, nun wieder in der Gesetztengruppe, mit einem siebten Platz ihre beste Saisonleistung ein. Die Saisonwertung des Nationencups beendeten sie mit 380 Punkten auf dem Bronzerang, im Gesamtweltcup wurden sie mit 394 Punkten Zwölfte (300 Punkte im Weltcup, 12. Platz; 94 Punkte im Sprint-Weltcup, 10. Platz).
Ende Mai 2024 gab Lukas Gufler seine Karriere nach 20 Jahren im Rodelsport, davon 9 Jahren auf der Naturbahn und 11 Jahren auf der Kunstbahn, bekannt. Auch sein Doppelsitzerpartner Ludwig Rieder beendete in diesem Zuge seine aktive Laufbahn.

## Privates
Guflers jüngerer Bruder Alex ist ebenfalls als Rennrodler aktiv.

## Erfolge

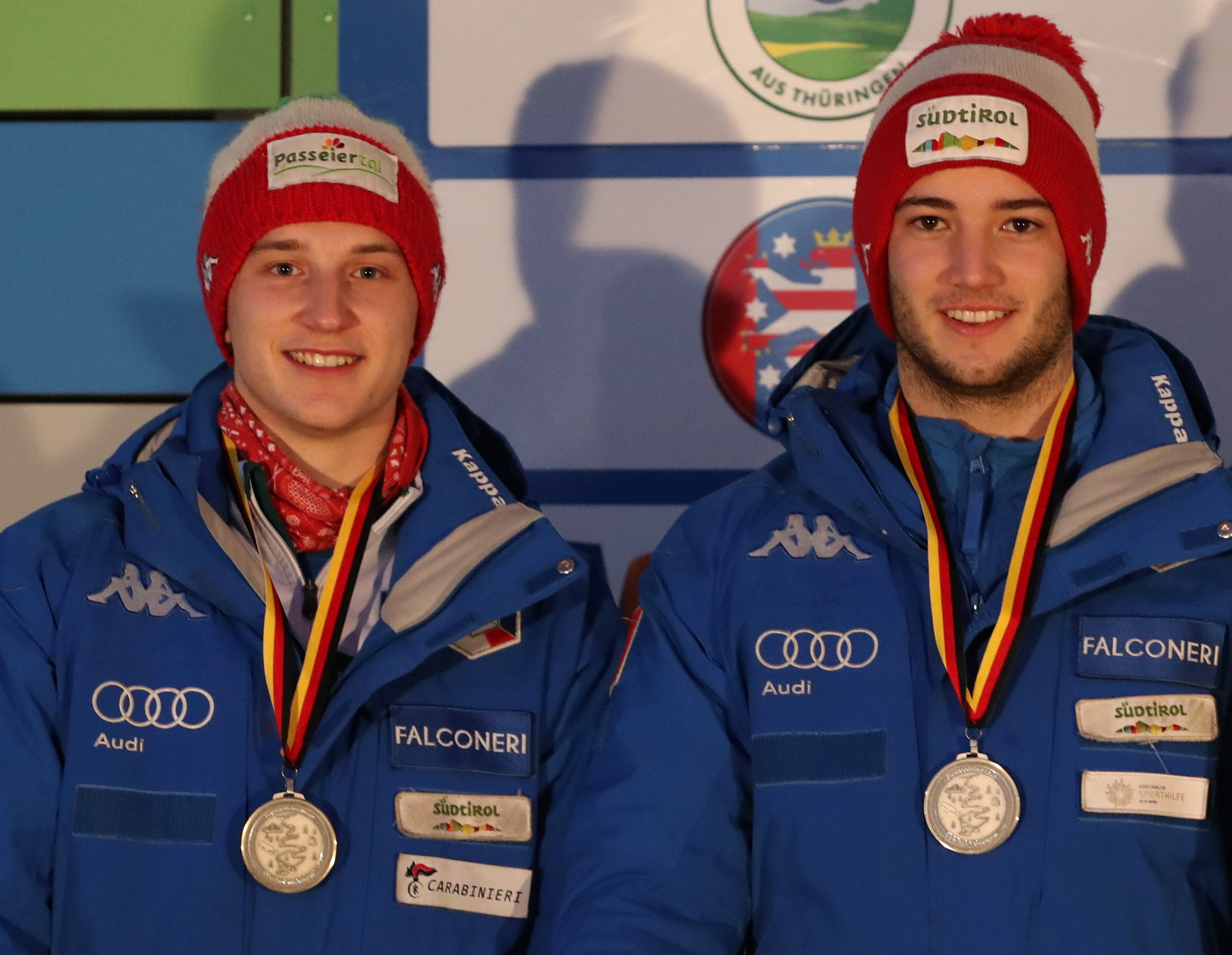
Gufler und Felderer als Zweitplatzierte des Junioren-Weltcups im Februar 2019 in Oberhof

### Olympische Jugend-Winterspiele
- Lillehammer 2016:  im Doppelsitzer und  in der Teamstaffel

### Junioren-Weltmeisterschaften
- Innsbruck-Igls 2019:  im Einsitzer

### Junioren-Europameisterschaften
- Oberhof 2017:  in der Teamstaffel
- Winterberg 2018:  in der Teamstaffel
- St. Moritz–Celerina 2019:  im Einsitzer, im Doppelsitzer und in der Teamstaffel

### Weltcup
| Saison  | Gesamtweltcup (Einsitzer) | Gesamtweltcup (Einsitzer) | Nationencup (Einsitzer) | Nationencup (Einsitzer) | Gesamtweltcup (Doppelsitzer) | Gesamtweltcup (Doppelsitzer) | Nationencup (Doppelsitzer) | Nationencup (Doppelsitzer) |
| Saison  | Platz                     | Punkte                    | Platz                   | Punkte                  | Platz                        | Punkte                       | Platz                      | Punkte                     |
| ------- | ------------------------- | ------------------------- | ----------------------- | ----------------------- | ---------------------------- | ---------------------------- | -------------------------- | -------------------------- |
| 2018/19 | 46.                       | 8                         | 47.                     | 17                      | –                            | –                            | 17.                        | 85                         |
| 2019/20 | 28.                       | 121                       | 14.                     | 252                     | –                            | –                            | –                          | –                          |
| 2020/21 | 22.                       | 136                       | 8.                      | 304                     | –                            | –                            | –                          | –                          |
| 2021/22 | 31.                       | 102                       | 17.                     | 221                     | –                            | –                            | –                          | –                          |
| 2022/23 | 16.                       | 225                       | 2.                      | 377                     | –                            | –                            | –                          | –                          |
| 2023/24 | –                         | –                         | –                       | –                       | 12.                          | 394                          | 3.                         | 380                        |